# بانیو (کمون)
بانیو (به فرانسوی: Bagneaux) یک کمون (فرانسه) در فرانسه است که در canton of Villeneuve-l'Archevêque واقع شده‌است. بانیو ۱۶٫۲۴ کیلومتر مربع مساحت دارد.